# Stereonephthya papyracea
Stereonephthya papyracea is een zachte koraalsoort uit de familie Alcyoniidae. De koraalsoort komt uit het geslacht Stereonephthya. Stereonephthya papyracea werd in 1905 voor het eerst wetenschappelijk beschreven door Kükenthal. 